# Casimiro Albano Pereira
Casimiro Albano Pereira de la Cruz o Casimiro Albano Cruz (Talca, 1783-Santiago, 29 de julio de 1849) fue un sacerdote, patriota, diputado y senador chileno.

## Primeros años de vida
Hijo de Juan Albano Pereira Márquez y de Bartolina de la Cruz y Bahamonde, fue un gran amigo de Bernardo O' Higgins. Hermano de Juan Albano Cruz y sobrino del conde del maule.

Cursó estudios de latín, filosofía y teología en el Colegio de San Carlos de Santiago de Chile; luego que se ordenó sacerdote, pasó a residir en su ciudad natal.

## Actividades públicas

### Eclesiásticas
Fue capellán del Regimiento de Milicias de Talca en 1808 y vicario castrense entre 1814 y 1816. En 1825, fue instituido canónigo de merced de la catedral de Santiago y el 3 de septiembre de 1841 se le promovió a la dignidad de chantre.

### Independencia de Chile y la Expedición Libertadora del Perú
Desde 1810, simpatizó con la causa de la independencia nacional, a la que prestó grandes servicios.[cita requerida] En 1813, fue nombrado presidente de la junta cívica del cantón de Maule y poco después sirvió de teniente al vicario castrense. El desastre de Rancagua lo obligó a emigrar a Mendoza, de donde regresó a Chile con el Ejército de los Andes, atendiendo las ambulancias y la alimentación de las tropas. En 1817, participó en la batalla de Chacabuco y en la campaña del sur hasta 1818. Acompañó a la Expedición Libertadora del Perú. Por todos sus servicios, fue condecorado con la Cruz de la Orden del Sol del Perú y con la Legión de Mérito de Chile.

### Diputado
Fue diputado propietario por Talca en el Congreso General de la Nación del 10 de noviembre de 1824 al 11 de mayo de 1825; integró la Comisión permanente eclesiástica, la de gobierno, relaciones exteriores y alta policía; y la Comisión permanente para la inspección de diarios. Fue nuevamente diputado propietario por Talca en el Congreso General Constituyente desde el 25 de febrero hasta el 7 de agosto de 1828; integró la Comisión permanente eclesiástica y fue diputado reemplazante en la Comisión permanente de gobierno, policía y relaciones exteriores y en la de inspección de diarios y redacción.

### Senador
Fue senador por Talca en el Congreso Nacional entre el 6 de agosto de 1828 y el 31 de enero de 1829. Ocupó el cargo de presidente del Senado en el periodo 1 de octubre-3 de noviembre de 1828. Continuó participando en la Comisión permanente eclesiástica de esta entidad.